# 越川信一
越川 信一（こしかわ しんいち、1961年（昭和36年）11月19日 - ）は、日本の政治家。千葉県銚子市長（4期）。元銚子市議会議員（2期）。

## 来歴
千葉県銚子市生まれ。銚子市立銚子高等学校、慶應義塾大学経済学部卒業。1985年4月、日本リース入社。1987年8月、銚子市内の新聞社である大衆日報社に転職。同社で役員、青年会議所理事長を務めた。
2007年、銚子市議会議員選挙に出馬し初当選。市議を2期務める。
2013年1月、当時の銚子市長であった野平匡邦が主張する銚子市立病院の経営方針や議会内外での言動を批判し、銚子市長選挙への出馬を表明。同年4月21日の市長選で野平を僅差で破り、初当選した。同年5月17日、市長就任。
※当日有権者数：56,771人 最終投票率：47.76%（前回比：pts）
| 候補者名 | 年齢 | 所属党派 | 新旧別 | 得票数   | 得票率 | 推薦・支持                                                 |
| -------- | ---- | -------- | ------ | -------- | ------ | ---------------------------------------------------------- |
| 越川信一 | 51   | 無所属   | 新     | 13,717票 | 51.33% | 千葉県地方議員連絡協議会推薦（自民党系市町村議員組織）推薦 |
| 野平匡邦 | 65   | 無所属   | 現     | 13,007票 | 48.67% |                                                            |

2017年4月23日の市長選では、千葉科学大学の水産学部誘致などを主張した元市長の野平や元市議の椎名亮太らを破り、再選。
※当日有権者数：54,388人 最終投票率：52.57%（前回比：＋4.81pts）
| 候補者名 | 年齢 | 所属党派 | 新旧別 | 得票数   | 得票率 | 推薦・支持                                                         |
| -------- | ---- | -------- | ------ | -------- | ------ | ------------------------------------------------------------------ |
| 越川信一 | 55   | 無所属   | 現     | 16,932票 | 59.61% | 千葉県地方議員連絡協議会（自民党系地方議員組織）推薦、連合千葉推薦 |
| 野平匡邦 | 69   | 無所属   | 元     | 8,478票  | 29.85% |                                                                    |
| 椎名亮太 | 32   | 無所属   | 新     | 2,995票  | 10.54% |                                                                    |

2021年（令和3年）4月18日告示、25日投開票の市長選では、元市議の吉原祐真を破り3選。
※当日有権者数：50,192人 最終投票率：50.93%（前回比：-1.64pts）
| 候補者名 | 年齢 | 所属党派 | 新旧別 | 得票数   | 得票率 | 推薦・支持                                                           |
| -------- | ---- | -------- | ------ | -------- | ------ | -------------------------------------------------------------------- |
| 越川信一 | 59   | 無所属   | 現     | 17,678票 | 69.87% | 千葉県地方議員連絡協議会（自民党系市町村議員組織）推薦、連合千葉推薦 |
| 吉原祐真 | 28   | 無所属   | 新     | 7,623票  | 30.13% |                                                                      |

2025年（令和7年）4月20日告示、27日投開票の市長選では、新人3人を破り4選。
※当日有権者数：45,975人 最終投票率：47.34%（前回比：-3.59pts）
| 候補者名 | 年齢 | 所属党派 | 新旧別 | 得票数   | 得票率 | 推薦・支持 |
| -------- | ---- | -------- | ------ | -------- | ------ | ---------- |
| 越川信一 | 63   | 無所属   | 現     | 11,629票 | 54.07% |            |
| 石川善昭 | 71   | 無所属   | 新     | 7,297票  | 33.93% |            |
| 石上允康 | 79   | 無所属   | 新     | 2,011票  | 9.35%  |            |
| 黒木尚長 | 65   | 無所属   | 新     | 572票    | 2.66%  |            |

## 人物
趣味は高校時代に始めたギター演奏。犬吠埼など市内の地名を織り交ぜた自作のオリジナル曲をイベントで弾き語っている。

## 役職
- 銚子青年会議所理事長（平成9年、銚子市こども議会開催）
- 日本青年会議所千葉ブロック協議会経営開発委員長
- 銚子商工会議所青年部理事
- 市立銚子高校保護者部会長、後援会副会長、学校評議員
- 銚子市立春日小学校PTA会長
- 銚子市立第四中学校PTA会長
- 中学校（第四中学校・第八中学校）再編計画懇談会委員